# Willy Russ
Willy Russ, né le 5 septembre 1877 à Neuchâtel et mort le 16 janvier 1959 dans la même ville, est un industriel, collectionneur d'art et conservateur de musée suisse, actif en Suisse romande.  

## Biographie
Willy Rus naît le 5 septembre 1877 à Wald ou à Neuchâtel. Originaire de Wald, en Rhénanie-du-Nord-Westphalie, il se fait naturaliser suisse en 1893, devenant bourgeois de la ville de Neuchâtel.
Il est le troisième fils, de Johannès Carl Maria Russ (1838-1925) et de Marie Eugénie Suchard. Son père entre comme commis dans l'entreprise Suchard et épouse en 1868 la fille de son patron. Son père est nommé en 1882 à la tête de la société. 
Willy Russe effectue ses écoles à Neuchâtel puis effectue des études commerciales, d'abord à Winterthur puis à Francfort et à Londres où il bénéficie également d'une formation musicale de comme violoniste. Il entre dans l'entreprise Suchard à vingt ans comme chocolatier et s'initie au fonctionnement de l'entreprise sous la supervision de son père. 
Il épouse sa première épouse, Emily Isabella Young, en 1902. Aves ses deux enfants et sa femme, Willy Russ s'installe en 1910 à Serrières dans une maison construite par Philippe Suchard. Il divorce en 1924 puis se remarie en 1925 avec Maria Anna Scholten. En 1925, suite au décès de ce dernier, Willy Russ reprend la présidence du conseil d'administration et la direction de la fabrique de chocolats. Les dépenses engagées pour constituer sa collection mettent rapidement l'entreprise Suchard dans une position délicate. Willy Russ détient en effet avec son frère la majorité des actions de l'entreprise. Couvert de dettes, Willy Russ doit revendre ses parts et projette de les céder à Poulain SA. Signé en 1930, l'accord entre Poulain SA et Suchard SA fait de cette dernière une holding. En 1936, Willy Russ démissionne de ses fonctions d'administrateur de Suchard. Il se consacre dès lors entièrement à sa passion pour l'art. De 1941 à 1950, il est conservateur du Musée des beaux-arts de la Ville de Neuchâtel. Willy Russ décède en 1959.

### Collectionneur
Willy Russ est un des plus importants collectionneurs suisses de la première moitié du XXe siècle. Durant son apprentissage, c'est au contact de la famille Rheinhart à Winterthur qu'il développe son goût. Intéressé uniquement par l'art figuratif, il est notamment fasciné par la peinture de Ferdinand Hodler, qu'il soutient. En cinquante ans, il parvient à réunir un ensemble éclectique et prestigieux allant des œuvres impressionnistes aux peintres neuchâtelois où Hodler occupe une place de choix. Les deux hommes ont noué au fil des années une relation de confiance profonde et durable. En 1923, il détient plus de 160 pièces. Pour enrichir sa collection, il s'adresse parfois directement aux artistes et visite à la faveur de déplacements professionnels, les galeries d'art en Suisse, en Allemagne et en France. Dans sa maison à Serrières, Willy Russ ouvre une galerie, destinée à ses amis et hôtes de passage. Entre 1920 et 1940, il vend ses toiles les plus précieuses dont une importante sélection d'œuvres de Hodler cédées au Musée d'art et d'histoire de Genève en bloc en 1939. Willy Russ fait également don de nombreuses pièces, notamment au Musée d'art et d'histoire de Neuchâtel. Il expose en 1957 223 œuvres issues de sa collection dans ce même musée. Si une partie est proposée à la vente, un lot conséquent est remis en don.

### Publications
- Souvenirs de 1914 à 1918, Neuchâtel: chez l'auteur, 1924
- avec Carl Albert Loosli, Carl Russ Suchard 1838-1925, 1926.
- avec Edmond Bille, Mes souvenirs sur Ferdinand Hodler, Lausanne: éd. de l'Arbalète, 1945.
- Quelques artistes que j'ai connu, 1954.
- Mes peintres et mes sculpteurs préférés, 1956.